# Stijn Coninx
Stijn Coninx (Neerpelt, 21 de febrero de 1957) es un director de cine belga.

## Biografía
Coninx estudió cine en HRITCS (actualmente Ritcs en Erasmushogeschool Brussel). Es conocido sobre todo por su película Daens, que fue nominada al Óscar a la mejor película en habla no inglesa en 1992. Fue nombrado barón por el rey Balduino de Bélgica y es vicepresidente del Consejo de administración de la Cinémathèque royale de Belgique y del Museo de Cine de Bruselas.

## Filmografía
Director
- Servais (1980), film universitario.
- Surfing (1982), cortometraje.
- Hector (1987)
- Koko Flanel (1990)
- Daens (1992)
- When the Light Comes (1998)
- Verder dan de maan (2003)
- To Walk Again (2007), documental
- Soeur Sourire (2009)
- Marina (2013)
- Ay Ramon! (2015)
- Niet Schieten (2018)

## Premios y distinciones
Premios Óscar
| Año  | Categoría                                       | Trabajo nominado | Resultado |
| ---- | ----------------------------------------------- | ---------------- | --------- |
| 1993 | Mejor película extranjera (de habla no inglesa) | Daens            | Nominado  |